# Lill-Öratjärnen, Medelpad
Lill-Öratjärnen är en sjö i Sundsvalls kommun i Medelpad och ingår i Indalsälvens huvudavrinningsområde. Sjön har en area på 0,0333 kvadratkilometer och ligger 348,2 meter över havet. Sjön avvattnas av vattendraget Öratjärnbäcken.

## Delavrinningsområde
Lill-Öratjärnen ingår i det delavrinningsområde (697274-155194) som SMHI kallar för Ovan 697139-155143. Medelhöjden är 365 meter över havet och ytan är 2,4 kvadratkilometer. Det finns inga avrinningsområden uppströms utan avrinningsområdet är högsta punkten. Öratjärnbäcken som avvattnar avrinningsområdet har biflödesordning 4, vilket innebär att vattnet flödar genom totalt 4 vattendrag innan det når havet efter 72 kilometer. Avrinningsområdet består mestadels av skog (80 procent) och sankmarker (12 procent). Avrinningsområdet har 0,11 kvadratkilometer vattenytor vilket ger det en sjöprocent på 4,7 procent.